# Mateo Carabajal
Mateo Carabajal (n. Pehuajó, Argentina; 21 de febrero de 1997) es un futbolista argentino. Juega de defensa y su equipo actual es Independiente del Valle de la Serie A de Ecuador.

## Trayectoria
Empezó su carrera en Estudiantes Unidos en 2014,  y firmaría su primer contrato profesional con Arsenal de Sarandí. Sergio Rondina lo promovió al primer equipo durante la temporada Superliga Argentina 2017-18, siendo suplente por primera vez el 14 de abril de 2018 ante Belgrano. Jugó su primer partido ante Defensa y Justicia un mes después, cuando Arsenal descendería a la Primera B Nacional.
El 30 de julio de 2021 se informó su traspaso al Independiente del Valle de la Serie A de Ecuador.

## Estadísticas

### Clubes
Actualizado al último partido disputado el 19 de agosto de 2025.
| Arsenal Argentina |                     |                     |     |    |    |    |    |     |     |      |      |
| 1.ª | 2017-18             | 2                   | 0   | 0  | 0  | -  | -  | 2   | 0   | 0,00 |      |
| 2.ª | 2018-19             | 8                   | 0   | 0  | 0  | -  | -  | 8   | 0   | 0,00 |      |
| 1.ª | 2019-20             | 10                  | 0   | 1  | 0  | -  | -  | 11  | 0   | 0,00 |      |
| 1.ª | 2020                | -                   | -   | 12 | 2  | -  | -  | 12  | 2   | 0.17 |      |
| Total club | Total club          | 20                  | 0   | 13 | 2  | -  | -  | 33  | 2   | 0.06 |      |
| Independiente del Valle · Ecuador |                     |                     |     |    |    |    |    |     |     |      |      |
| 1.ª | 2021                | 13                  | 0   | 0  | 0  | -  | -  | 13  | 0   | 0,00 |      |
| 1.ª | 2022                | 25                  | 0   | 7  | 1  | 11 | 0  | 43  | 1   | 0.02 |      |
| 1.ª | 2023                | 23                  | 0   | 1  | 0  | 9  | 1  | 33  | 1   | 0.03 |      |
| 1.ª | 2024                | 21                  | 0   | 3  | 0  | 8  | 0  | 32  | 0   | 0    |      |
| 1.ª | 2025                | 19                  | 0   | 0  | 0  | 9  | 1  | 28  | 1   | 0.04 |      |
| Total club | Total club          | 101                 | 0   | 11 | 1  | 37 | 2  | 149 | 3   | 0.02 |      |
| Total en su carrera | Total en su carrera | Total en su carrera | 121 | 0  | 24 | 3  | 37 | 2   | 182 | 5    | 0.03 |
| (1) Las copas nacionales se refiere a la Copa Argentina, Copa Ecuador, Supercopa de Ecuador y la Copa de la Liga Profesional. (2) Las copas internacionales se refiere a la Copa Libertadores, la Copa Sudamericana y la Recopa Sudamericana. (3) Media de goles por encuentro. No incluye goles en partidos amistosos. |                     |                     |     |    |    |    |    |     |     |      |      |

## Palmarés

### Campeonatos nacionales
| Título               | Club                    | País      | Año     |
| -------------------- | ----------------------- | --------- | ------- |
| Primera B Nacional   | Arsenal                 | Argentina | 2018-19 |
| Serie A de Ecuador   | Independiente del Valle | Ecuador   | 2021    |
| Copa Ecuador         | Independiente del Valle | Ecuador   | 2022    |
| Supercopa de Ecuador | Independiente del Valle | Ecuador   | 2023    |

### Campeonatos internacionales
| Título              | Club                    | País           | Año  |
| ------------------- | ----------------------- | -------------- | ---- |
| Copa Sudamericana   | Independiente del Valle | Córdoba        | 2022 |
| Recopa Sudamericana | Independiente del Valle | Río de Janeiro | 2023 |